# Adventure (album de Madeon)
Pour les articles homonymes, voir Adventure.
Albums de Madeon
Good Faith
(2019)
Adventure est le premier album studio de Madeon sorti le 30 mars 2015. L'album est disponible en version normale et en version Deluxe, qui comprend les titres supplémentaires Icarus, Finale, The City, Cut the Kid, Technicolor et Only Way Out (feat. Vancouver Sleep Clinic) et un deuxième CD dans la version CD de l'album.

## Liste des chansons
| No  | Titre                                       | Auteur                                          | Durée |
| --- | ------------------------------------------- | ----------------------------------------------- | ----- |
| 1.  | Isometric (Intro)                           | Hugo Leclercq                                   | 1:20  |
| 2.  | You're On (feat. Kyan)                      | Hugo Leclercq, James Napier                     | 3:12  |
| 3.  | OK                                          | Charlotte Aitchinson, Ed Drewett, Hugo Leclercq | 3:01  |
| 4.  | La Lune (feat. Dan Smith)                   | Hugo Leclercq, Dan Smith                        | 3:39  |
| 5.  | Pay No Mind (feat. Passion Pit)             | Michael Angelakos, Hugo Leclercq                | 4:09  |
| 6.  | Beings                                      | Hugo Leclercq                                   | 3:35  |
| 7.  | Imperium (en)                               | Hugo Leclercq                                   | 3:18  |
| 8.  | Zephyr                                      | Hugo Leclercq                                   | 3:40  |
| 9.  | Nonsense (feat. Mark Foster (en))           | Mark Foster, Hugo Leclercq                      | 3:45  |
| 10. | Innocence (feat. Aquilo (en))               | Benjamin Fletcher, Thomas Higham, Hugo Leclercq | 3:44  |
| 11. | Pixel Empire                                | Hugo Leclercq                                   | 4:04  |
| 12. | Home (en)                                   | Hugo Leclercq                                   | 3:45  |
| 13. | Icarus (en)                                 | Hugo Leclercq                                   | 3:34  |
| 14. | Finale (en) (feat. Nicholas Petricca)       | Hugo Leclercq                                   | 3:24  |
| 15. | The City                                    | Hugo Leclercq                                   | 3:54  |
| 16. | Cut the Kid (en)                            | Hugo Leclercq                                   | 3:17  |
| 17. | Technicolor                                 | Hugo Leclercq                                   | 6:25  |
| 18. | Only Way Out (feat. Vancouver Sleep Clinic) | Hugo Leclercq                                   | 3:46  |

## Classements
| Classement (2015)             | Meilleure position |
| ----------------------------- | ------------------ |
| Australie (ARIA)              | 31                 |
| Belgique (Flandre Ultratop)   | 169                |
| Belgique (Wallonie Ultratop)  | 118                |
| France (SNEP)                 | 29                 |
| Royaume-Uni (UK Albums Chart) | 30                 |

## Remarques
-Home, la dernière chanson de l'album est chanté par Madeon lui-même.
-Il a fait la promo de l'album avec Pay No Mind, You're On, Nonsense, Home et Imperium.
-Tout l'album a été composé en 1 an a Nantes en France.